# St. Nikolai (Lübbenau)

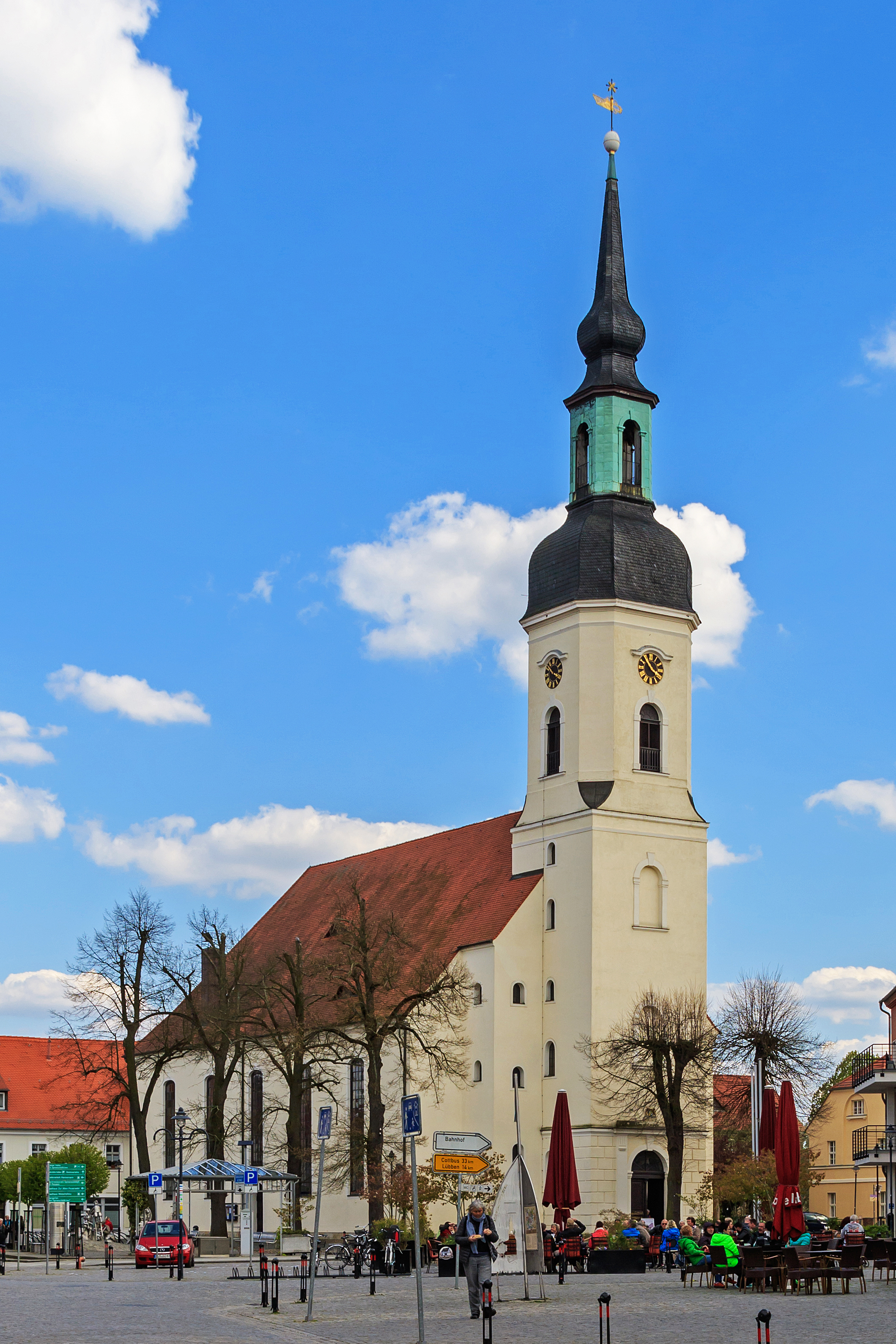
Ansicht der Kirche vom Marktplatz (2016)

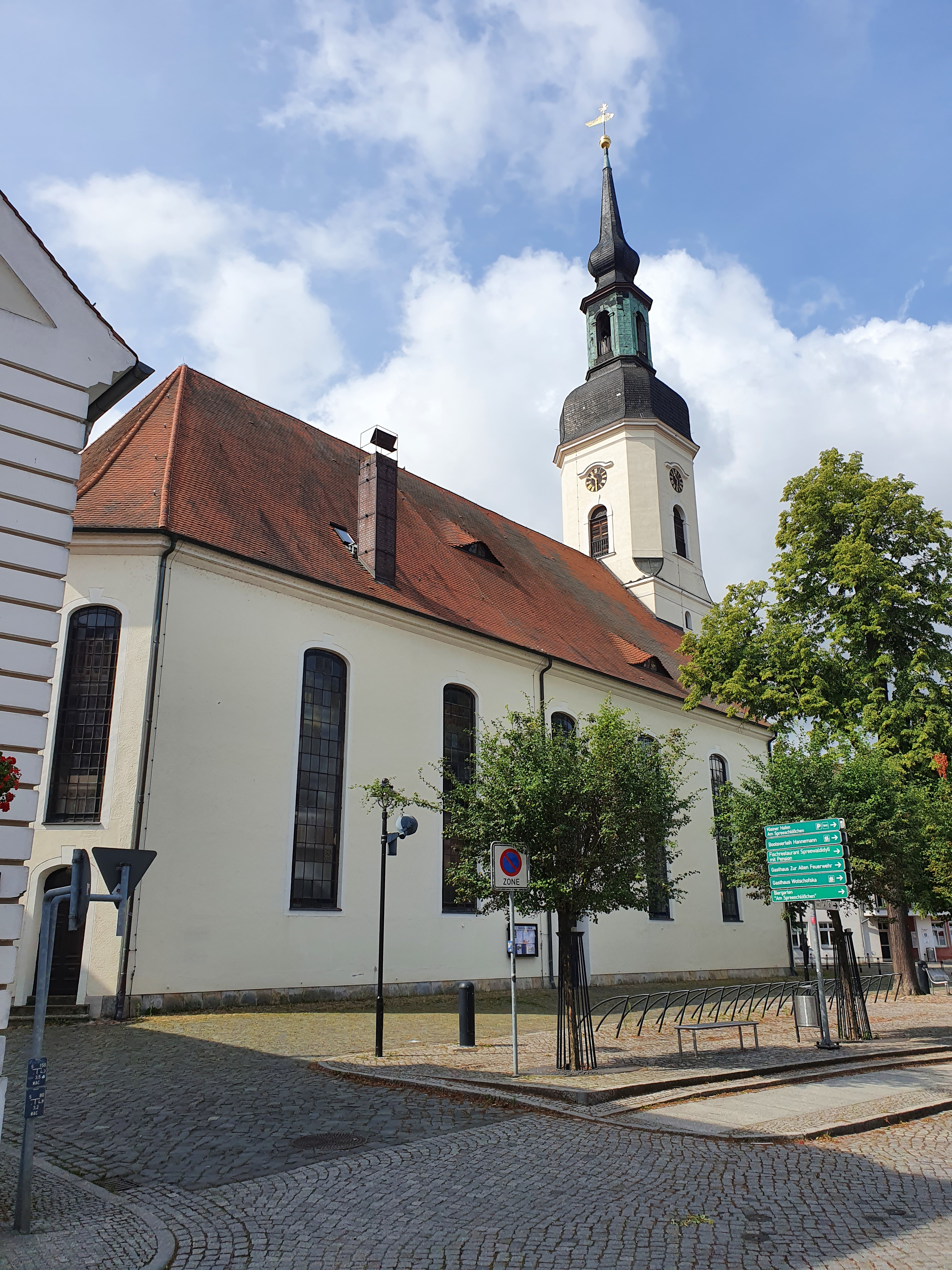
Ansicht von Nordosten (2023)

Die Pfarrkirche St. Nikolai ist das Kirchengebäude in der Altstadt von Lübbenau/Spreewald im Landkreis Oberspreewald-Lausitz in Brandenburg. Sie ist ein wichtiges Bauwerk des Dresdner Barock in der Niederlausitz und als Baudenkmal in der Denkmalliste des Landes Brandenburg eingetragen. Die Kirche gehört zum Pfarrsprengel Lübbenau und Umland im Kirchenkreis Niederlausitz der Evangelischen Kirche Berlin-Brandenburg-schlesische Oberlausitz.

## Baugeschichte
An der Stelle der Nikolaikirche befand sich bereits eine frühere Kirche, deren Bauzeit nicht überliefert ist. Diese Kirche war bereits vor der Reformation dem heiligen Nikolaus von Myra geweiht. Im Jahr 1640 brannte der Turm dieser Kirche nach einem Blitzschlag ab. Von 1657 bis 1660 wurde der Turm erneuert. 1663 erhielt das Gotteshaus eine Orgel. Im Jahr 1736 wurde das Kirchengebäude wegen Baufälligkeit gesperrt und später abgerissen. Ursache der Baufälligkeit dürfte der sumpfige Untergrund gewesen sein, der auch der neuen Kirche Probleme bereitet. Die Wohngebiete um das Kirchengebäude waren noch bis in das 19. Jahrhundert von zum Teil schiffbaren Fließen und Gräben durchzogen. Die Kirchgänger kamen aus den umliegenden Orten mit Kähnen und mit ihren Trachten bekleidet zur Kirche.
Von 1738 bis 1741 entstand auf den Fundamenten des Vorgängerbaus ein neues Kirchengebäude nach Plänen von Johann Gottfried Findeisen aus Dresden im Barockstil. Findeisen hatte den alten Kirchturm in seine Baupläne integriert. Das Fundament des gesamten Gebäudes ruht auf Erlenstämmen. Erster Patronatsherr der Kirche war Moritz Carl Graf zu Lynar, die erste Predigt fand am 12. Februar 1741 statt. Am 25. September 1754 wurden drei Glocken im Turm installiert. Eine 1625 in Prag gegossene Glocke gehörte bereits zur alten Kirche. Damit sich der Schall der Glocken ungehemmt nach allen Seiten ausbreiten kann, entschloss sich der mit der Bauausführung beauftragte Festungsbaumeister Christian Friedrich Renner aus Dresden zur Erhöhung des Turms. 1778 wurde die alte Turmspitze abgetragen und der Turm auf etwa 60 m erhöht. Die Ausführung dieser Arbeiten oblag Baumeister und Zimmermeister Neubert aus Lübbenau. Die Fassade der Kirche war zunächst durch Lisenen und Pilaster gestaltet. Im 19. Jahrhundert erhielt die Fassade ihr heutiges Aussehen.
Ein Brand im Kirchturm am 12. Mai 1873 führte im Nachgang zur Gründung des Lübbenauer Feuerwehrvereins, aus dem später die Freiwillige Feuerwehr Lübbenau hervorging. Am 28. August 1895 erhielt die Kirche drei neue Glocken in den Tönen E, Gis und H, die jedoch im Ersten Weltkrieg am 26. Juli 1917 an die Rüstungsindustrie abgeliefert werden mussten. Drei neue, noch heute vorhandene Gussstahlglocken wurden am 17. Dezember 1919 in den Turm aufgezogen. Am 25. Mai 1984 kam es zu einem Blitzeinschlag in den Kirchturm, wobei die Turmspitze stark beschädigt wurde.
Im Jahr 1992 wurde das Kirchendach neu gedeckt, 1998 erfolgte eine neue Weißung des Kircheninneren. Bereits in den 1970er und 1980er Jahren, besonders stark jedoch seit 1996 traten verstärkt Risse im Mauerwerk auf. Am stärksten betroffen waren die Nordseite und der Turm. Durch den Braunkohlentagebau westlich von Lübbenau war es zu erheblichen Grundwasserabsenkungen gekommen. Die nach mehreren hundert Jahren nun außerhalb des Grundwassers gelegenen, als Fundament dienenden Erlenpfähle begannen zu faulen, so dass sich das Bauwerk absenkte. Das Kirchengebäude erhielt, um ein weiteres Absinken zu verhindern, im Jahr 2000 ein Betonfundament, die entstandenen Risse wurden verpresst. Bis zum Jahr 2007 wurden auch die Außenfassade, der Kirchturm, der Dachstuhl und die Bleiglasfenster des Altars saniert. Der Kirchturm ist jedoch noch 14 cm aus dem Lot und in Richtung Rathaus geneigt. Am 23. Juni 2021 wurde die inzwischen restaurierte Turmspitze wieder auf den Kirchturm gesetzt.

## Architektur

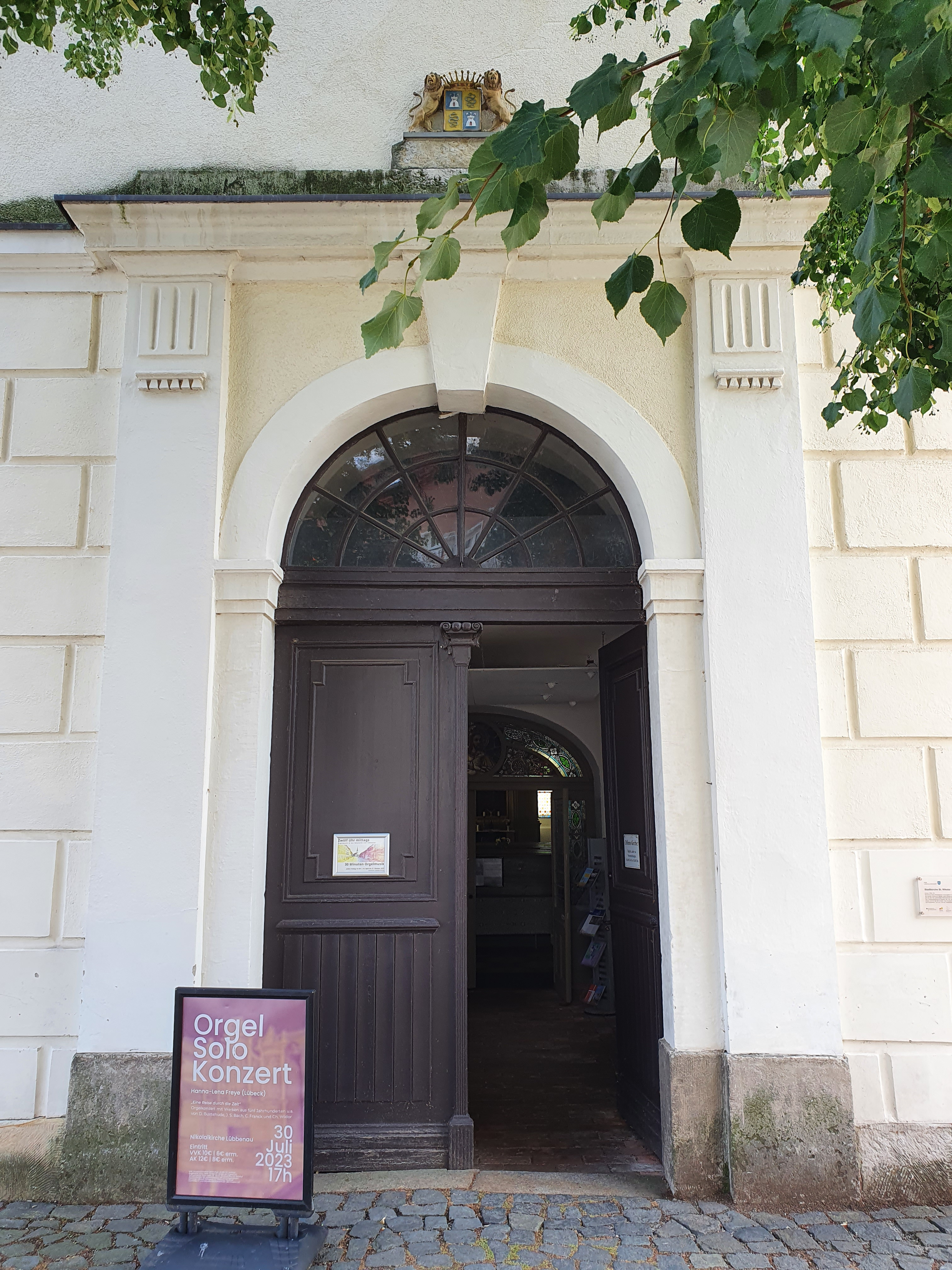
Turmportal mit dem Wappen der Grafen zu Lynar über der Verdachung

Die Lübbenauer Nikolaikirche ist ein Putzbau mit schmalen, hohen Stichbogenfenstern. An den Längswänden befinden sich auf beiden Seiten Portale in der mittleren Achse. Die Chorwand ist gerade geschlossen, aber an den Seiten abgeeckt. Die Kirche hat einen dreigeschossigen Westturm, dessen quadratisches Untergeschoss von dem Vorgängerbau aus dem Jahr 1658 stammt. Dort ist die Fassade durch eine Putzquaderung gegliedert. Das Glockengeschoss ist ungleich achteckig mit hohen Schallöffnungen und Turmuhren an den breiten Seiten. Gekrönt wird der Turm durch eine 1778 aufgesetzte Haube mit Laterne und Doppelkreuzspitze.
Das Kirchenschiff ist mit einer Flachdecke abgeschlossen. Prägend für das Erscheinungsbild des Kirchengebäudes sind die Fenster in der Form eines schlanken Stichbogens. Ebenfalls auffällig ist die mit Buntfenstern gestaltete Flügelglastür mit dem Bild des Guten Hirten und einem Bibelspruch. Die beiden Emporen sind kennzeichnend für protestantische Kirchengebäude in Sachsen, in der Mitte fand die Orgel ihren Platz.
An den Logen sind die Wappen der gräflichen Familie und der Offiziere angebracht.

## Kirchengemeinde

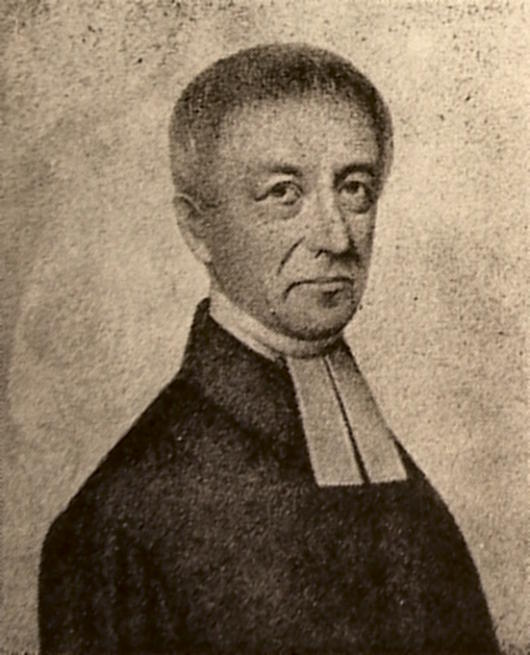
Christian Friedrich Stempel, Pfarrer an Sankt Nikolai seit 1823, Oberpfarrer seit 1853

Die Kirchengemeinde Lübbenau gehörte zum Kirchenkreis Calau und verfügte über drei Pfarrstellen. Der Oberpfarrer beaufsichtigte alle kirchlichen und schulischen Angelegenheiten Lübbenaus. Er war auch für die Amtshandlungen in Sankt Nikolai zuständig und betreute neben den Lübbenauern auch die Bewohner des Schlossbezirks und einiger Dörfer der näheren Umgebung. Die zweite Pfarrstelle versah der Diakon, der die Tochterkirchen in Dörfern der Gegend wahrnahm und nur alle vier bis sechs Wochen in Sankt Nikolai predigte. Die dritte Pfarrstelle hatte die Aufgabe des Rektors wahrzunehmen.
An St. Nikolai wurde auch in wendischer, also Niedersorbischer Sprache gepredigt. Der letzte regelmäßige wendische Gottesdienst fand 1867 durch den Oberpfarrer Christian Friedrich Stempel statt. Nachdem Stempel 1867 verstorben war, wurde nur noch in deutscher Sprache gepredigt. Im Jahr 1882 hatte Lübbenau einen sorbischen Oberpfarrer, jedoch war nicht klar, ob dieser auch in seiner Muttersprache predigte.
Im Jahr 1884 wurde ein Kirchenchor gegründet, der noch immer als Kantatenchor aktiv ist. 1909 fiel die Pfarrstelle für den Rektor weg. 1928 endete in Lübbenau die Aufsicht der Kirche über die Schulen. 1929 entfiel die Bezeichnung Oberpfarrer, es gab nun Stadt- und Landpfarrer. Der Stadtpfarrer hatte jedoch auch weiterhin die zuvor vom Oberpfarrer betreuten Dörfer gottesdienstlich wahrzunehmen.
Ab 1932 kam es zu einem Machtkampf im Gemeindekirchenrat zwischen den dem Nationalsozialismus nahestehenden Deutschen Christen und einer christlich-unpolitischen Richtung, die ihrem Bekenntnis nach zur später entstehenden Bekennenden Kirche zugerechnet wurde. Auch der Pastor Hans von Lübtow gehörte der in Gegnerschaft zum Nationalsozialismus stehenden Bekennenden Kirche an. Bei der Gemeindekirchenratswahl 1932 unterlagen die Deutschen Christen, die sich für eine Überarbeitung des Alten Testaments unter Entfernung jüdischen Gedankenguts einsetzten. Vor einem für den 14. Mai 1939 vorgesehenen Gottesdienst der Deutschen Christen in Sankt Nikolai versuchte der Gemeindekirchenrat die Abhaltung dieses Gottesdienstes zu verhindern. Nachdem dies scheiterte, verlasen die Pfarrer Heimbach und von Lübtow dreimal eine Kanzelabkündigung die vor den Deutschen Christen warnte. In einem Fall kam es durch die bewusst falsche Ausstellung eines Abstammungsnachweises durch den Küster Lowka zur Rettung einer jüdischen Familie.
Für jedes Lübbenauer Opfer des Zweiten Weltkrieges hatte sich die Gemeinde entschlossen, jeweils einen Kranz mit weißer Schleife aufzuhängen. Zum Kriegsende wurden aus Platzgründen nur noch die Schleifen befestigt. 1942 musste Sankt Nikolai die Stundenglocke zu Rüstungszwecken abliefern. Stattdessen wurde ein Eisenbahnwagenpuffer aufgehängt.
Mit dem Bau der Lübbenauer Neustadt im Zuge des Kraftwerkbaus begann ab 1958 dort der Aufbau einer eigenen Gemeinde. 1963 wurde dafür die dritte Pfarrstelle wieder eingerichtet, seit 1965 ist die Kirche Lübbenau-Neustadt eine selbständige Gemeinde. 1966 beteiligte sich die Stadt Lübbenau an den Kosten für einen neuen Außenputz der Kirche, Stadtverordnete nahmen am Dankgottesdienst teil. In der Zeit der DDR wurden die Telefone der Pfarrer durch die Staatssicherheit abgehört. 1968 gab es in Lübbenau Proteste gegen die Niederschlagung des Prager Frühlings, mit denen sich die Pfarrer solidarisch erklärten.
1984 erhielt die Kirche eine neue Orgel, die die ursprünglich im Jahr 1741 gebaute und 1880 und 1914 umgebaute Orgel ersetzte. Im gleichen Jahr, am 25. Mai, kurz vor Einweihung der neuen Orgel, brach nach einem Blitzschlag ein Feuer im Kirchturm aus. Die Kirchturmspitze fiel brennend herab, ohne jedoch am Kirchengebäude größere Schäden zu verursachen. Noch 1984 konnte die Turmspitze erneuert werden.
Im Jahr 2008 hatte die Kirchengemeinde ungefähr 1250 Gemeindemitglieder.

## Ausstattung
Im Kircheninneren ist die von Künstlern des sächsischen Hofs in Dresden geschaffene Rokoko-Ausstattung weitestgehend erhalten geblieben.

### Altar, Kanzel, Emporen

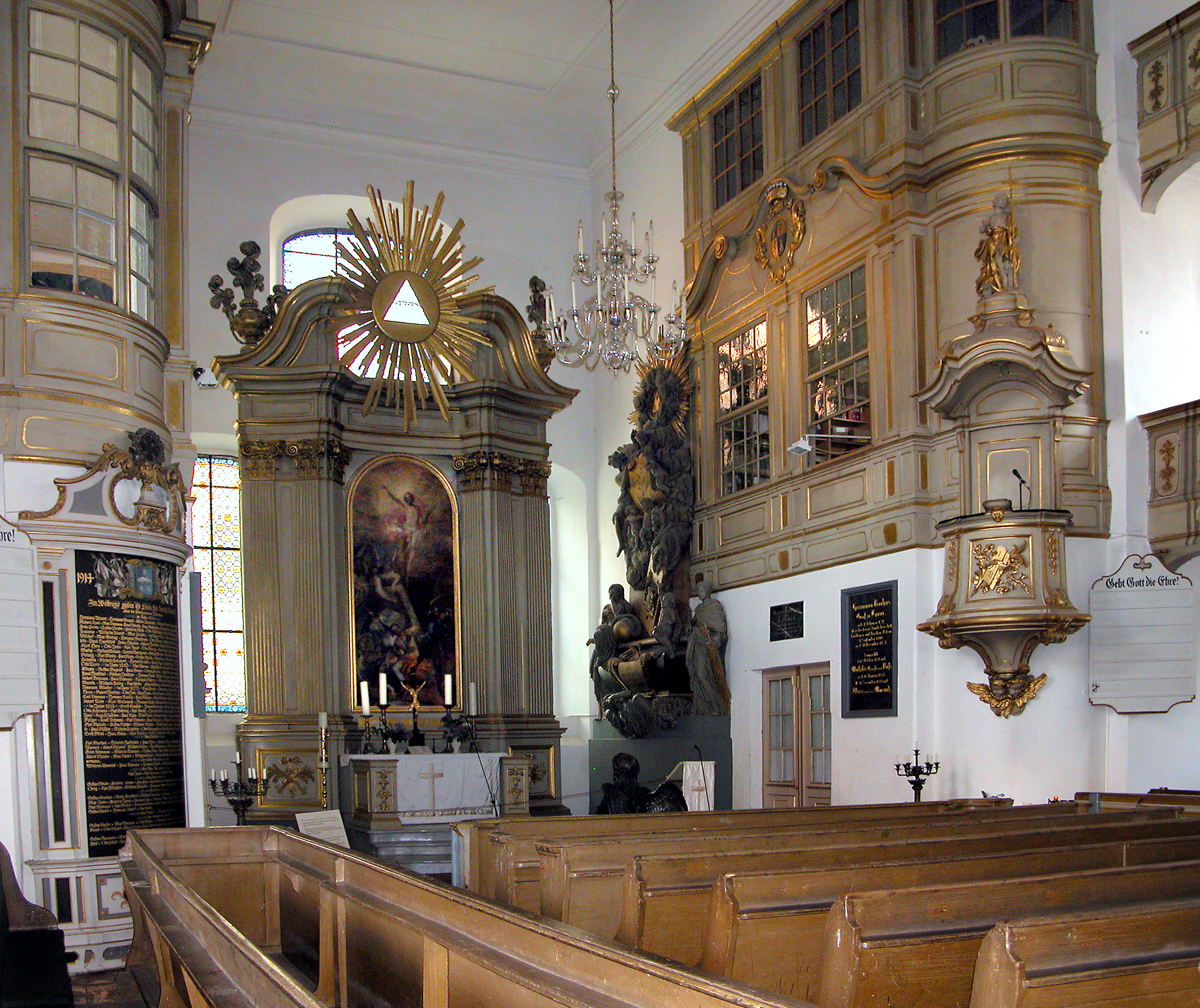
Altar und Logen

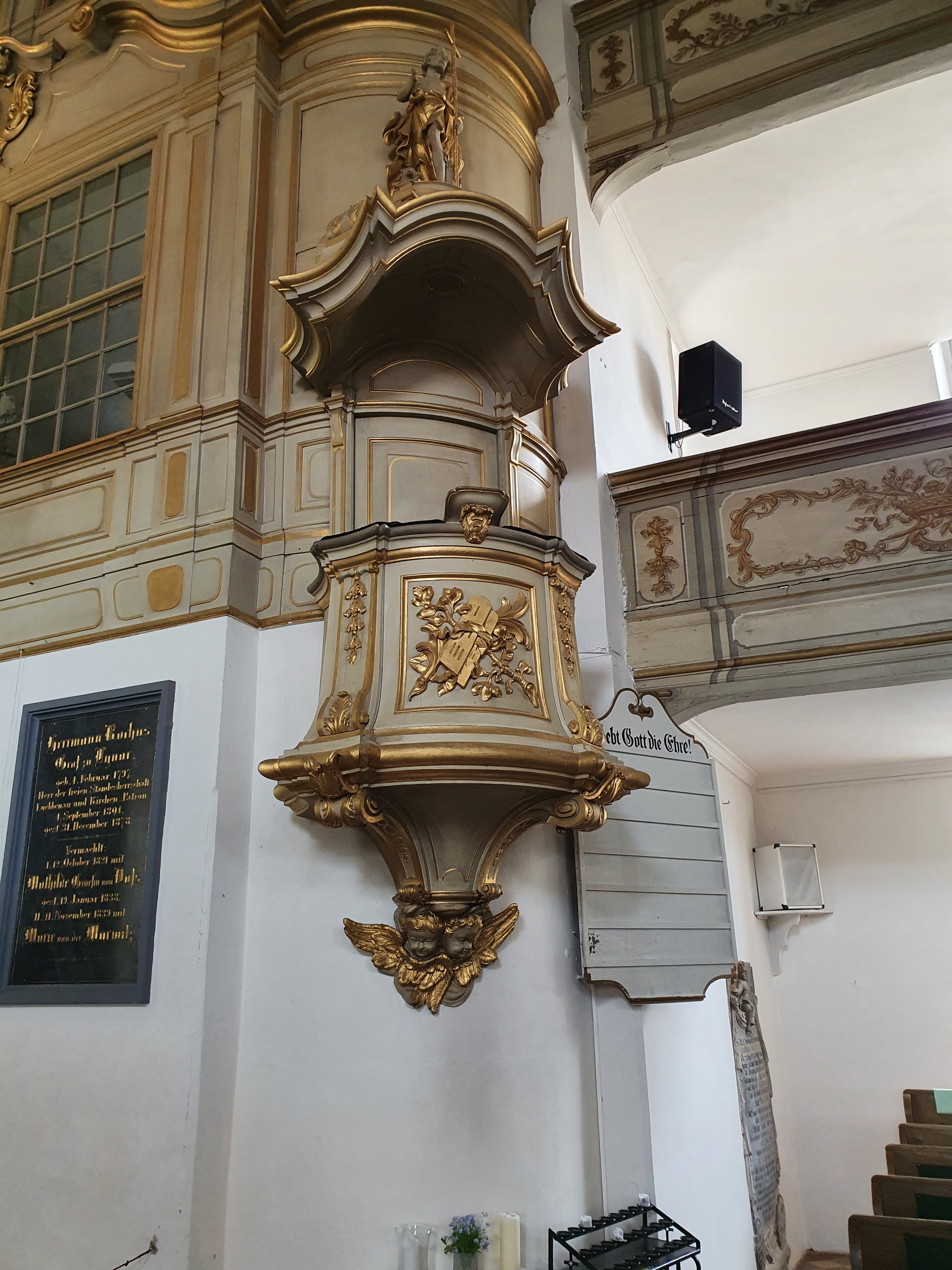
Kanzel an der südlichen Ecke des Altarraums

Der Altar befindet sich auf der Ostseite und nimmt fast die gesamte Höhe des Kirchenschiffs ein. Er ist als Ädikula mit schräg zueinander stehenden, durch mit Kompositkapitellen abgeschlossene Pfeilern ausgeführt und wurde 1741 von einem Herrn Schreiber in Dresden gefertigt. Auf den Pfeilern befindet sich ein Volutengiebel, der das Gottesauge im Strahlenkranz umrahmt. Im Auge befindet sich eine hebräische Inschrift mit dem Gottesnamen. Über den Pfeilern sind Rauchgefäße dargestellt, die die Gebete der Christen darstellen sollen. Das von Christian Wilhelm Ernst Dietrich geschaffene Altarbild, welches ebenfalls 1741 entstand, zeigt ein österliches Motiv. Der Sieg über den Tod wird durch einen grünen Palmzweig symbolisiert.
Die Kanzel, gleichfalls 1741 in Dresden entstanden, wurde von Krubel geschaffen und befindet sich rechts vor dem Altar an der südlichen Loge. Der Schalldeckel wird von einer vergoldeten Christus-Figur bekrönt. Das goldene Gewand weist ihn als Gottes Sohn aus. An der Brüstung des Kanzelkorbs sind die Gebotstafeln dargestellt und mit Blüten und Blättern verziert. Das baumartige Rankwerk soll an den Garten Eden und somit an die Einheit mit Gott erinnern. Puttenköpfe bilden die Kanzelkonsole.
Aus dem Jahr 1864 stammt der aus Bronze gefertigte Taufengel. Die Skulptur ist ein Abguss eines dänischen Originals, welches von Bertel Thorvaldsen für die Frauenkirche in Kopenhagen geschaffen worden war. Den Abguss hatte die Gräfin zu Lynar (geborene von der Marwitz) anlässlich der Genesung ihres Kindes gestiftet und er wurde vermutlich in der Werkstatt des preußischen Bildhauers Christian Daniel Rauch gefertigt.
Alexander Linnemann aus Frankfurt hat für die Kirche Glasfenster geschaffen.
An der nördlichen und südlichen Seitenwand befinden sich zweigeschossige Emporen, welche im Altarraum die für das 18. Jahrhundert typische Trennung nach Ständen ermöglichten. Auch an der Westseite befindet sich eine eingeschossige Empore. Diese hat eine vorschwingende vom Dresdner Maler Gotthelf Kirchner bemalte Brüstung.

### Orgel

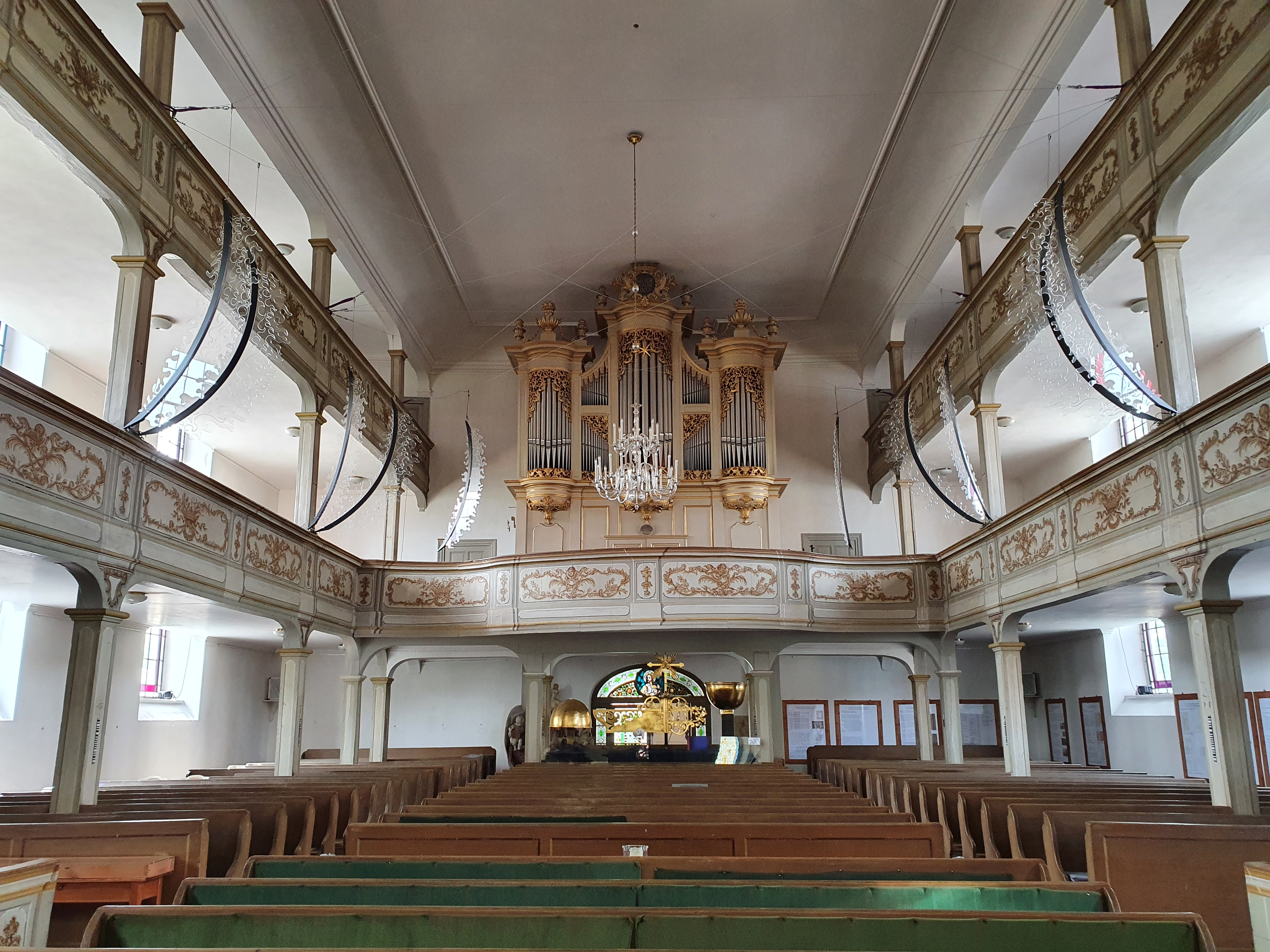
Blick zur Orgel

Auf der westlichen Empore befindet sich ein dreitürmiger, zwischen 1741 und 1743 von J. J. Köpler aus Sorau hergestellter Orgelprospekt. Nach anderen Angaben wurde der Prospekt von dem Hofbildhauer Maximilian Dreißigmark geschaffen. Die jetzige Orgel stammt aus der Werkstatt des Dresdner Orgelbaumeisters Jehmlich und wurde 1984 installiert. Das mechanische Schleifladen-Instrument hat 35 Register auf zwei Manualen und Pedal, mit mechanischer Spiel- sowie elektrischer Register-Traktur. An der Orgel befindet sich auf blauem Untergrund der Lobgesang der Engel: Gloria in excelsis deo (Ehre sei Gott in der Höhe).
Firma Orgelbau Reinhard Hüfken aus Halberstadt renovierte das Instrument im Jahr 2010 und intonierte es neu. Den Prospekt schmückt seitdem ein Zimbelstern. Mit einem Konzert am Reformationstag wurde sie wieder geweiht.
| I Hauptwerk C–g3 |       |
| Quintatön        | 16′   |
| Prinzipal        | 8′    |
| Rohrflöte        | 8′    |
| Oktave           | 4′    |
| Spitzflöte       | 4′    |
| Quinte           | 2 ⁄3′ |
| Oktave           | 2′    |
| Schweizerpfeife  | 2′    |
| Mixtur IV        | 1 ⁄3′ |
| Zimbel III       | 1′    |
| Kornett IV       | 4′    |
| Trompete         | 8′    |
| Tremulant        |       |

| II Schwellwerk C–g3 |        |
| Weitgedackt         | 8′     |
| Salizional          | 8′     |
| Prinzipal           | 4′     |
| Koppelflöte         | 4′     |
| Nassat              | 2 ⁄3′  |
| Oktave              | 2′     |
| Blockflöte          | 2′     |
| Terz                | 1 3⁄5′ |
| Quinte              | 1 ⁄3′  |
| Sifflöte            | 1′     |
| Scharf V            | 1′     |
| Dulzian             | 16′    |
| Hautbois            | 8′     |
| Clairon             | 4′     |
| Tremulant           |        |

| Pedal C–f1   |       |
| Prinzipal    | 16′   |
| Subbaß       | 16′   |
| Oktavbaß     | 8′    |
| Gedacktbaß   | 8′    |
| Nachthorn    | 4′    |
| Choralbaß II | 4′+2' |
| Mixtur V     | 2 ⁄3′ |
| Posaune      | 16′   |
| Trompete     | 8′    |

- Koppeln: II/I, I/P, II/P
- Spielhilfen: 32-fache Setzeranlage, Einzelabsteller, Pleno, Zimbelstern

Bemerkenswert sind auch in der Laterne des Kirchturms vorhandene im Jahr 1602 in Prag gegossene Uhrenglocken.

### Grabmale und Gedenktafeln

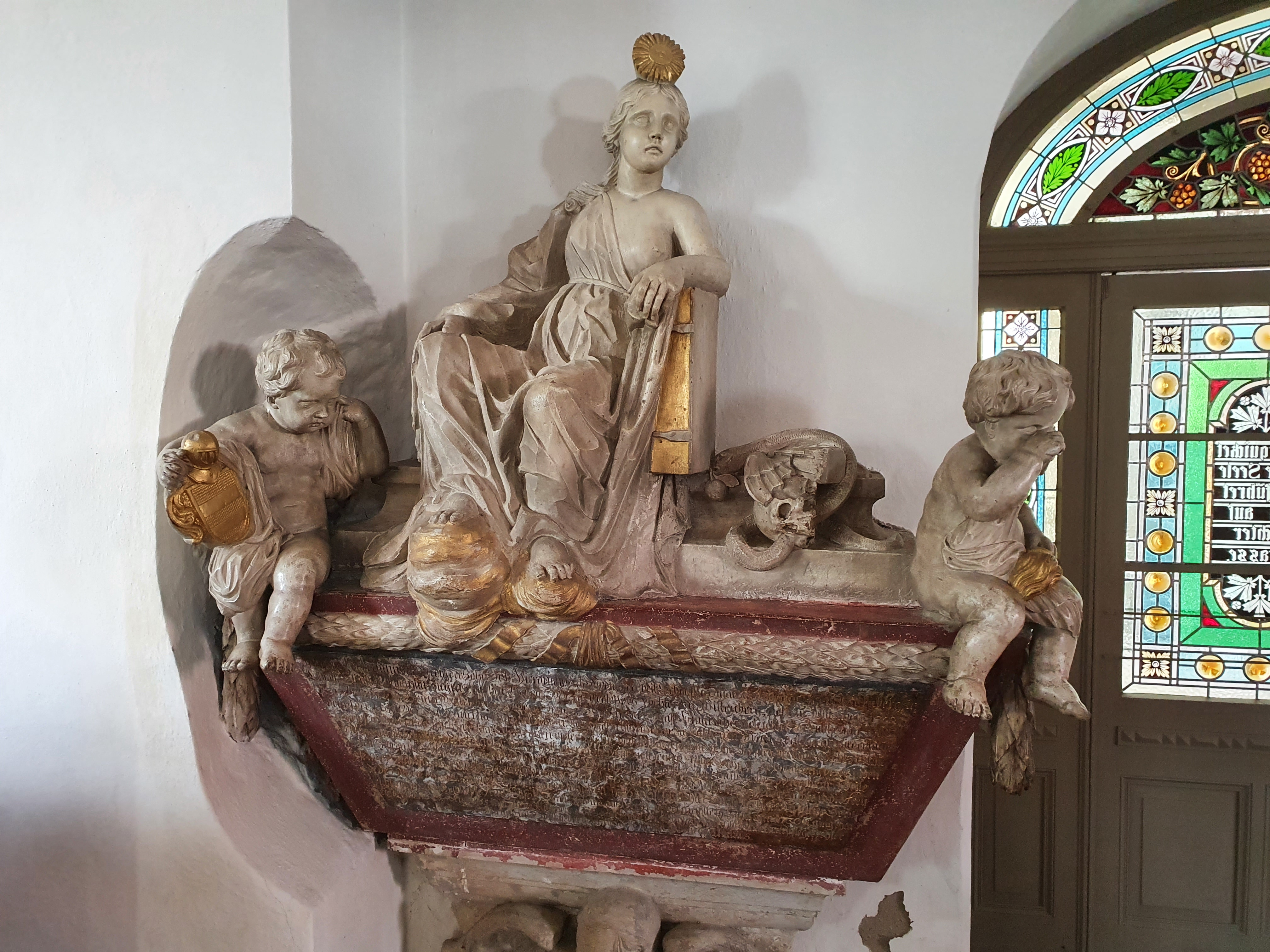
Grabmal für Hieronimus des Weding

Im Kircheninneren befinden sich diverse Grabmale. Nahe beim Eingang auf der Südseite steht das Grabmal des 1765 verstorbenen Hieronimus de Weding, Hofrichter der Lübbenauer Standesherrschaft. Das Denkmal ließ seine Pflegetochter Elisabeth Dorothea Kunau setzen. Chronos trägt die Skulptur, auf dem Sarkophag sitzt Justitia, von trauernden Putten und einem von Schlangen zerfressenen Totenkopf umgeben. Die Grabfigur ist möglicherweise die der Elisabeth Dorothea Kunau, die kinderlos verstorben war. Das Grab stehe stellvertretend für die Frauen, die ihre Kinder hier früher häufiger am Sumpffieber verloren hätten oder kinderlos blieben. Die Grabinschrift lautet: „Hieronimus de Wedig ging in die Freude des Herrn ein, dem er über alle Herrschaften und Gewalt schon hier diente und ehrte“.
Auf der gegenüberliegenden Seite befindet sich das Grabmal der 1627 im Kindesalter verstorbenen Juliana von Wolfersdorf, Tochter des „wohledlen und gestrengen Ulrich von Wolffersdorf“. Dieses stand ursprünglich in der Dorfkirche Groß Lübbenau, die jedoch mitsamt anderen Teilen des Ortes Groß Lübbenau 1988 zwecks Förderung von Braunkohle im Tagebau Seese-Ost abgerissen wurde.
Rechts vom Altar unter der Empore fällt das im Auftrag des 1768 verstorbenen Moritz Carl zu Lynar vom Dresdner Hofbildhauer Johann Gottfried Knöffler 1765 geschaffene Wandepitaph dem Besucher auf. Neben dem über Löwenköpfen ruhenden Sarkophag befinden sich drei weibliche Allegorien. Sie stehen für Gerechtigkeit, Glaube und Tapferkeit. Dieser drei Tugenden rühmte sich das Haus zu Lynar. Die Drei sollen über den Tod und Trauer triumphieren, was durch die unter dem Sarkophag liegende alte Frau dargestellt wird. Das vom Tod gehaltene Familienwappen ist jedoch zerbrochen dargestellt, womit auf die Kinderlosigkeit der Ehe des Grafen hingewiesen wurde. Der Name des Verstorbenen wird oben von Putten und Engeln gehalten. Auch das Auge Gottes ist hier dargestellt. Ein weiterer aus Sandstein geschaffener Sarkophag beinhaltet die Gebeine der 1730 verstorbenen Gemahlin des Grafen, Christiane Friedericke Henriette, geborene von Fleming (1709–1730).
Neben dem Grab von Moritz Carl zu Lynar weist eine Gedenktafel auf den 1781 verstorbenen Bruder des Grafen, Rochus Friedrich zu Lynar, hin. Dieser hatte nach dem Tod Moritz Carls die Standesherrschaft in Lübbenau übernommen. Ein weiteres Grabmal steht für den Diakon Christian Albrecht Ermel (1673–1737) und befindet sich an der Ostseite unter der südlichen Empore. Altes und Neues Testament werden symbolisch dargestellt. Seine Witwe ließ den Satz anbringen: „Er lehrte rein, lebte redlich, sorgte treulich, betete ernstlich, starb selig, hinterließ der hiesigen Kirche seine Bibliothek, allen den Segen, bei der gelehrten welt Nachruhm, der Gemeinde ein löbliches Exempel und eine tiefgebeugte, doch dankbare Witwe“.
Hinter dem Altar ist ein Grabstein für von der Schulenburg zu sehen, welcher bereits vom Ende des 16. Jahrhunderts stammt und als Muschelnische gestaltet ist, in der sich eine Figur des Verstorbenen, bekleidet mit einer Rüstung, befindet. In der Sakristei steht ein Wandgrabmal für C. S. Jänischen, verstorben 1750 und seine Ehefrau Johanna Sophie, verstorben 1742. Eine geschweifte Vitentafel wird von drei Tugendallegorien eingerahmt.

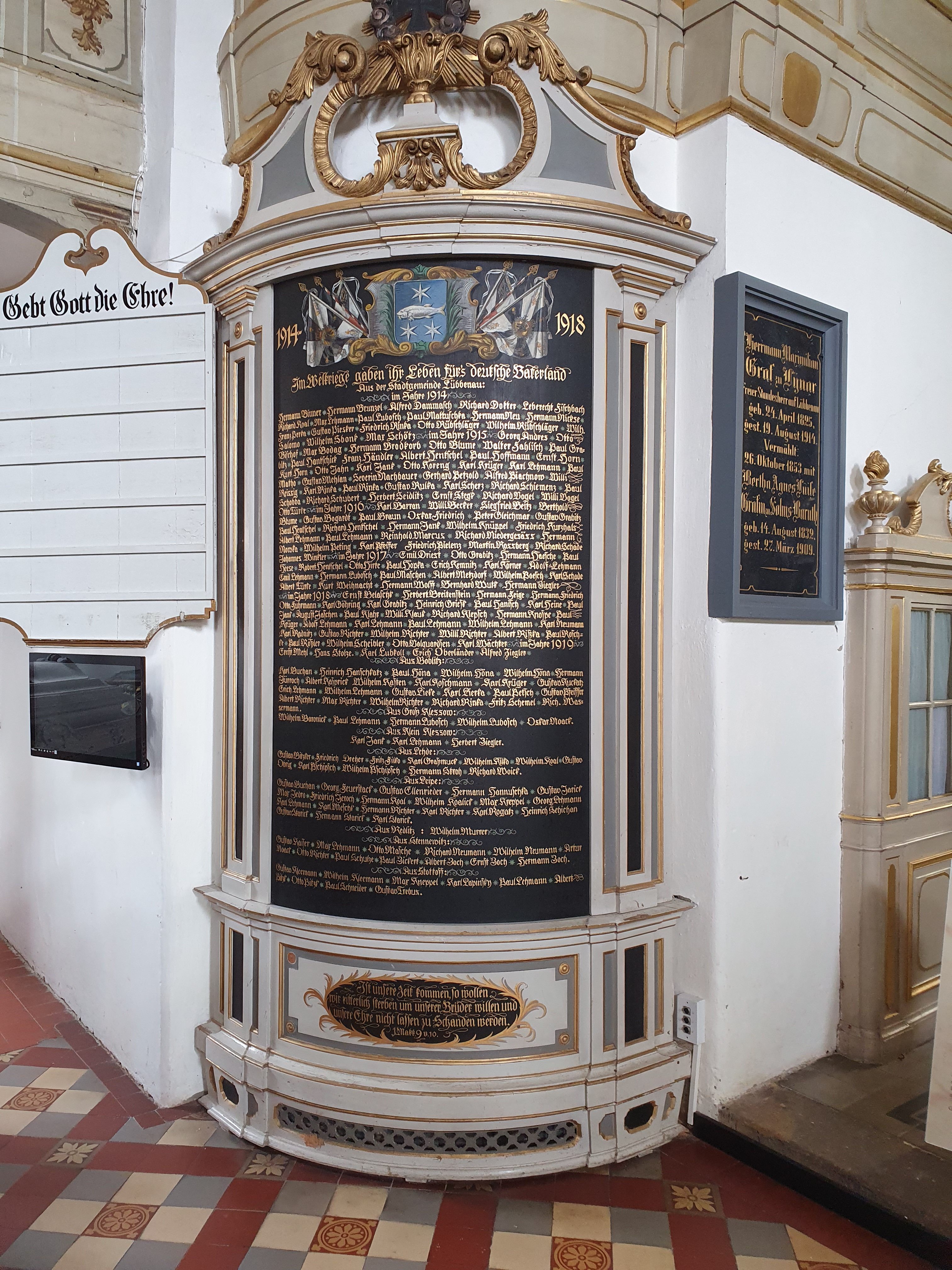
Denkmal für die im Ersten Weltkrieg gefallenen Lübbenauer Soldaten

In der Kirche befindet sich auch eine Gedenktafel für die im Ersten Weltkrieg gefallenen Gemeindemitglieder. Weitere Gedenktafeln ehren die Familienmitglieder der Lynars zwischen 1781 und 1928. An der nordöstlichen Wand erinnert ein Holzkreuz an Wilhelm Friedrich Rochus Graf zu Lynar. Dieser war am 29. September 1944 als Widerstandskämpfer gegen die Nationalsozialisten, infolge des Attentats auf Adolf Hitler vom 20. Juli 1944, hingerichtet wurden. Das Johanniterkreuz stammt vom Dorffriedhof Seese, der dem Tagebau Seese-West weichen musste. Wilhelm Graf zu Lynar hatte in Seese gelebt. Das Kreuz trägt den Bibelvers „Ich habe einen guten Kampf gekämpft, ich habe den Lauf vollendet, ich habe Glauben gehalten“.